# Antonio Podrini
Antonio Podrini (Sant'Angelo in Vado, ... – 1826) è stato un artigiano e orologiaio italiano, noto per l'abilità nella costruzione di orologi da torre.

## Biografia
Nasce a Sant'Angelo in Vado e muore nel 1826, mentre stava costruendo il meccanismo dell'orologio pubblico di Cingoli insieme a Pietro Mei. L'opera fu poi continuata dal Mei e dal figlio Eustachio Podrini che terminano la costruzione della macchina nello stesso anno. Suo allievo, socio nell'impresa ed erede di mestiere fu Pietro Mei di Montecarotto che insieme ad Antonio Galli di Montecarotto ed a Edoardo Marconi di Montecarotto furono gli esponenti di spicco della tradizione orologiaia Montecarottese.
Nella sua vita risulta aver costruito almeno 43 meccanismi, nelle principali città delle Marche. Il suo meccanismo tipico era formato da 4 treni di cui tre (ore, quarti e suoneria ausiliaria o meridiana) disposti in orizzontale ed uno in verticale (tempo). Il tipo di scappamento usato era il Graham detto anche "a riposo". La lavorazione era realizzata a forgia e tornio.

## Elenco degli Orologi di Antonio Podrini
(elenco parziale)
- A Tolentino in piazza della Libertà si erge la torre degli Orologi o campanile della chiesa di San Francesco con i quattro quadranti, che indicano le fasi lunari, le ore italiche, l'ora astronomica e i giorni della settimana e del mese. L'orologio è stato costruito nel 1822. I quattro quadranti contengono: 1º - LE FASI LUNARI 2º - OROLOGIO ITALICO con le ore - (III-VI) Mattutino - (VI-III) Ora Terza - (III-VI) Ora Sesta - (VI-III) Ora Nona - (III-VI) Vespro - (VI-III) Compieta 3º - OROLOGIO ASTRONOMICO 4º - GIORNI MESE E SETTIMANA. Sotto i quattro quadranti si trova la meridiana solare.[1]
- Ad Ancona nella torre del Palazzo del Governo (Ancona) in Piazza del Plebiscito realizzò nel 1806 la suoneria con carillon caratterizzato dalla melodia di Mezzogiorno suonata tramite quattro campane. La macchina, restaurata dal Gruppo De Santis Corinaldi, sarà a fine anno in esposizione all'entrata di Palazzo Anziani di Ancona, corredata di un quadrantino di servizio e di quattro piccole campane.
- Ad Urbino l'orologio del campanile del Duomo di Urbino. Il meccanismo è stato costruito dietro contratto stipulato con il Comune di Urbino nel 1813. Ha iniziato a segnare le ore il 7 novembre 1815 ed è stato dismesso nel 1972. Il meccanismo è stato restaurato ed oggi l'orologio è in esposizione presso la ex sala consiliare del Municipio di Urbino.
- Ad Urbania nella torre del Palazzo Comunale. L'odierno orologio è stato costruito nel 1814, in sostituzione del precedente orologio del Mastro Stefano di Tirinio da Gubbio del 1563. Benché la macchina non sia stata restaurata, essa è stata lavata e posizionata all'entrata del municipio.[2]